# Малик, Исаак Ефимович
Исаа́к Ефи́мович (Ха́имович) Ма́лик (8 [20] июля 1884, Одесса, Херсонская губерния — 8 октября 1975, Малаховка, Московская область) — русский живописец, график.

## Биография
Родился 8 июля (по старому стилю) 1884 года в Одессе, в семье одесского мещанина Хаима Ицковича Малика (1856—?) и Двоси Нисоновны Малик (в девичестве Исакович, 1857—?), заключивших брак там же 8 августа 1879 года. В 1907 уехал в Париж, учился там в Национальной школе изящных искусств, жил в общежитии художников «Улей».
В 1913 году вернулся в Одессу. 30 октября 1916 года в Одессе заключил брак с дочерью глуховского мещанина Софией Соломоновной Клибановой (1890—?).
В 1918 был одним из руководителей Детской академии при Свободной мастерской А. Нюренберга. С 1919 писал плакаты работал как плакатист, в том числе для ЮгРОСТА.
В 1920—1921 служил в музейно-экскурсионной секции Одесского губнаробраза. В 1921 преподавал в 1-й художественной госстудии.
В 1933 переехал в Москву, где сознательно отошёл от творчества: по словам внуков, он говорил, что «В этой стране нельзя быть художником». В 1935 переехал в подмосковную Малаховку, преподавал там рисование в школе-колонии для еврейских детей-сирот. Летом 1938 школу закрыли, после чего некоторое время работал копиистом в Центральном музее Революции. С 1946 до 1956 преподавал черчение и рисование в малаховской восьмилетней школе.
В 1956 году вышел на пенсию. Скончался в 1975 году.
Несколько плакатов Исаака Малика хранятся в Одесском историко-краеведческом музее в коллекции плакатов ЮгРОСТА 1920—1921. Часть работ из коллекции Я. Перемена находятся в коллекции Фонда «Украинский авангард».

## Участие в выставках
- Осенний салон (1907).
- Салон независимых (1908).
- Выставки Товарищества южнорусских художников (с 1908 по 1914: XIX—XXIV и выставка-лотерея 1914).
- I-й Салон В. Издебского (1909/10)
- Весенние выставки 1913 и 1914.
- Выставки Общества независимых художников (с 1916 по 1919)
- Выставка Одесского общества изящных искусств (лето 1918)
- 1-я народная выставка (1919)
- Выставка картин памяти Т. Г. Шевченко (1920).
- 3-я Всеукраинская художественная выставка (1930/31)